# Steff
Steff Balm, beter bekend als Steff, is een Nederlandse rapper en comedian.  
Hij werd bekend van zijn deelnames aan het programma PunchoutBattles. Zijn muziek staat bekend om grove en expliciete teksten te bevatten. Hij won de Rotterdam Music Awards 2020 in de categorie beste album (Wat Denk Ie Zelf). Hij is aangesloten bij het platenlabel Infected Records van Steen.

## Discografie
| Album met eventuele hitnotering(en) in de Nederlandse Album Top 100 | Datum van verschijnen | Datum van binnenkomst | Hoogste positie | Aantal weken | Opmerkingen                                                |
| ------------------------------------------------------------------- | --------------------- | --------------------- | --------------- | ------------ | ---------------------------------------------------------- |
| Cult                                                                | 2018                  |                       |                 |              |                                                            |
| Infected                                                            | 2018                  |                       |                 |              | met Steen, EZG, $Keer&BOO$, Joost, Skits Vicious en Spinal |
| Infected 2                                                          | 2019                  |                       |                 |              | met Steen en EZG                                           |
| Wat Denk Ie Zelf                                                    | 2020                  |                       |                 |              | met Steen en EZG                                           |
| Geintje Moet Kunnen                                                 | 2021                  |                       |                 |              | met Steen, EZG, Diggy Rast, Roelie Vuitton                 |